# Kde domov můj
Kde domov můj (češki izgovor: /ˈɡdɛ ˈdomof ˈmuːj/ [▶], hrv. Gdje moj je dom) je od 1993. godine državna himna Češke Republike. 
Riječi himne potječu iz kazališnog djela "Fidlovačka aneb žádný hněv a žádná rvačka" koje je napisao Josef Kajetán Tyl. Ovo kazališno djelo je prvi put primijerno izvedeno u Pragu 21. prosinca 1834. godine. Glazbu je napisao František Škroup. Kazališno djelo ima više dijelova ali se za himnu uzima samo prva strofa. 
Za vrijeme Čehoslovačke, državna himna se sastojala iz dva dijela. Prvi je dio bila sadašnja Češka himna a drugi dio je bila himna Slovačke (Nad Tatrou sa blýska). Himna se izvodila bez stanke.

## Vanjske poveznice
|  | Zajednički poslužitelj ima još gradiva o temi Državna himna Češke |

- Audio-Stream Češke državne himne (Real Player)